# Stella Maris (película de 1953)
Stella Maris  es una película en blanco y negro de Argentina dirigida por Homero Cárpena sobre su propio guion escrito en colaboración con Humberto de la Rosa que se estrenó el 21 de enero de 1953 y que tuvo como protagonistas a Santiago Arrieta, Maruja Gil Quesada, Isabel Figlioli y Nora Cárpena. Fue en gran parte filmada en Mar del Plata; Nora Cárpena, hija en la vida real del director y de Haydée Larroca interpreta en el filme el papel de su madre en la niñez. 

## Sinopsis
Aspectos de la vida de un grupo de pescadores.

## Reparto
Intervinieron en el filme los siguientes intérpretes:
- Santiago Arrieta
- Maruja Gil Quesada
- Isabel Figlioli
- Enrique Giacovino
- Emilio Durante
- Humberto de la Rosa
- Alberto Cicalessi
- Rubén Conca
- Nora Cárpena
- Enrique Alippi
- Esther Borda
- Tito Landi
- Mara del Río
- Julio Heredia
- Paul Ellis

## Comentarios
La crónica de Noticias Gráficas dijo:

”Un argumento melodramático elaborado de una manera superficial y confusa. Homero Cárpena demuestra en todo momento una auténtica inquietud que…se concreta en algunas notas de color bien logradas, que pudieron haber lucido más.”

La Prensa comentó sobre el filme:

”Frente a ese esfuerzo de técnica que implica una pretensión artística y merece reconocimiento se anotan recursos elementales…y sobre todo un desorden absoluto en la conducción de la trama.”